# Mont Pétain
Le mont Pétain (Mount Pétain en anglais) est un sommet situé sur la frontière entre l'Alberta et la Colombie-Britannique au Canada.
Il est situé à la limite des parcs provinciaux Peter Lougheed en Alberta et Elk Lakes en Colombie-Britannique.

## Toponymie
Il est baptisé en 1919 par la Commission de géographie du Canada, du nom du maréchal français Philippe Pétain, dans le cadre d'un hommage rendu aux combattants de la Première Guerre mondiale. Il voisine ainsi les monts Joffre (en), Mangin et Castelnau, du nom des Français Joseph Joffre, Charles Mangin et Édouard de Castelnau, et le mont Marlborough qui porte lui le nom du navire anglais HMS Marlborough.
En octobre 2021 débutèrent les procédures pour changer le nom de la montagne, eu égard au régime de Vichy,. Le nom de la montagne a été désofficialisé le 29 juin 2022, en même temps que le glacier et le ruisseau Pétain, qui étaient associés à la montagne,.